# Pseudopentameris
Pseudopentameris es un género  de plantas herbáceas de la familia de las poáceas. Es originario de Sudáfrica.
Algunos autores lo incluyen en el género Danthonia sensu lato.

## Citología
El número cromosómico básico del género es x = 6, con números cromosómicos somáticos de 2n = 12 diploide.

## Especies
- Pseudopentameris brachyphylla
- Pseudopentameris caespitosa
- Pseudopentameris macrantha
- Pseudopentameris obtusifolia